# Tommy Handley
Tommy (Thomas Reginald) Handley (17 de enero de 1892 – 9 de enero de 1949) fue un humorista inglés conocido principalmente por su trabajo en el show radiofónico de la BBC It's That Man Again.

## Biografía
Nacido en Liverpool, Inglaterra, sirvió en las Fuerzas Armadas británicas durante la Primera Guerra Mundial. Posteriormente trabajó en las variedades y, en los comienzos de la radio pasó a ser un conocido presentador. Trabajó junto a profesionales de la talla de Arthur Askey y Bob Monkhouse, y escribió numerosos guiones para el medio, pero fue con la serie de la BBC It's That Man Again con la cual consiguió la mayor fama. Posteriormente protagonizó la versión cinematográfica en 1942, y Time Flies en 1944. 
En sus últimos años sufrió hipertensión arterial, y falleció súbitamente el 9 de enero de 1949 en Londres a causa de una hemorragia cerebral. Fue incinerado en el Crematorio de Golders Green y sus cenizas depositadas allí. La BBC decidió que era una figura clave de la serie It's That Man Again, por lo que el show se dio por finalizado tras su muerte.